# アオウミガメ亜科
アオウミガメ亜科（青海亀亜科、Cheloniinae）は、カメ目潜頸亜目ウミガメ上科ウミガメ科に属する亜科の1つ。3属3種1亜種あるいは3属4種で構成される。クロウミガメの正式な分類は決まっておらず、アオウミガメの亜種とする説と別の種であるとする説がある。

## 分類
アオウミガメ亜科 Cheloniinae 
- アオウミガメ属 Chelonia
  - アオウミガメ Chelonia mydas (Green Sea Turtle)
  - クロウミガメ Chelonia mydas agassizii (Black Turtle)
- タイマイ属 Eretmochelys
  - タイヘイヨウタイマイ Eretmochelys imbricata (Hawksbill Sea Turtle)
- ヒラタウミガメ属 Natator
  - ヒラタウミガメ Natator depressus (Flatback Turtle)